# Cofradía de brujas
Una cofradía de brujas (en inglés: coven /kʌvən/) es un grupo o reunión de brujas. El término es utilizado sobre todo por los llamados brujos blancos o wicanos.

## Origen
Como término general universal, la palabra "cofradía" se usa para designar diferentes tipos de agrupaciones, tales como hermandades, gremios, unión o reunión de individuos. En el ámbito pagano, se denominan "cofradías" aquellos grupos de brujos o brujas pertenecientes a una congregación y que se reúnen para celebrar fiestas, ritos o prácticas de culto. El término es utilizado sobre todo por los llamados brujos blancos o wicanos (practicantes de Wicca) y también por las religiones neopaganas de ascendencia celta.
En cuanto al término inglés "coven" (del anglo-normando covent, cuvent, del francés antiguo covent, del latín conventum = convención) éste permaneció prácticamente en desuso hasta 1921, cuando Margaret Murray promovió la idea de que todas las brujas de Europa se reunían en grupos de trece a los que llamaban "covens".

## Paganismo moderno

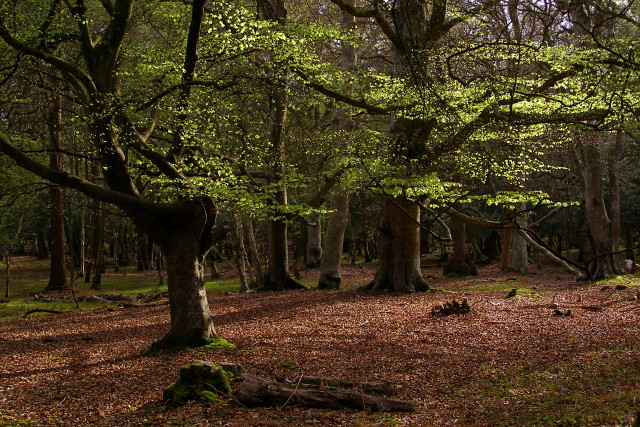
New Forest, en Hampshire, donde el fundador de la Wicca, Gerald Gardner, declaró haber encontrado la cofradía de New Forest.

En la Wicca y otras formas similares de brujería pagana moderna, como la Stregheria y la Feri, una cofradía es una reunión o comunidad de brujas, como un grupo de afinidad, un grupo de compromiso o un pequeño grupo de alianza. Se compone de un grupo de practicantes que se reúnen para rituales como Bajar la Luna o celebrar los Sabbats. El lugar en el que generalmente se reúnen se conoce en inglés como covenstead.
El número de personas implicadas puede variar. Aunque algunos consideran que trece es lo ideal (probablemente en deferencia a las teorías de Murray), cualquier grupo de al menos tres puede ser una cofradía. Un grupo de dos suele denominarse "pareja de trabajo" (independientemente de su sexo). También puede llamarse "Obaven" extraoficialmente, un acrónimo derivado de la palabra gaélica escocesa "obair" (trabajo) y la palabra "coven". Dentro de la comunidad, muchos creen que una cofradía de más de trece miembros es difícil de manejar, alegando una dinámica de grupo poco funcional y una carga injusta para los líderes.
Cuando una cofradía ha crecido demasiado como para ser manejable, ésta puede dividirse, o formar una "colmena". En la Wicca, esto también puede ocurrir cuando un Sumo Sacerdote o Suma Sacerdotisa recién iniciados (también llamado iniciación de 3er Grado) se van para iniciar su propia cofradía.
Las cofradías wiccanas suelen estar dirigidas conjuntamente por una Suma Sacerdotisa y un Sumo Sacerdote, aunque algunas están dirigidas sólo por uno u otro, y otras por una pareja del mismo sexo. En las formas más recientes de brujería pagana moderna, las cofradías se gestionan a veces como democracias con un liderazgo rotatorio.

### Cofradías en línea
Con el auge de Internet como plataforma para el debate colaborativo y la difusión de medios de comunicación, se hizo popular entre los adeptos y practicantes de la Wicca la creación de "cofradías en línea" que enseñan a distancia oficios específicos de la tradición a estudiantes con un método educativo similar al de las escuelas virtuales en línea no religiosas. Una de las primeras cofradías en línea en adoptar esta vía es la Cofradía de la Red Lejana (CFFN, Coven of the Far Flung Net), creada en 1997 como rama en línea de la Iglesia de la Wicca Ecléctica Universal.
Sin embargo, debido a la dificultad de gestionar el número de miembros, muchas cofradías en línea limitan sus membresías a entre 10 y 100 estudiantes. La CFFN, en particular, trató de convertir su estructura en un sistema de clanes o sub-cofradías (que gestionaban sus propios procesos de solicitud), pero este sistema finalizó en 2003 debido al temor por parte de la dirección de la CFFN de que los clanes se estuvieran convirtiendo en comunidades por derecho propio.

### Otros formatos contemporáneos
La Cofradía Urbana (The Urban Coven) es un grupo fundado en Facebook por Becca Gordon para que las mujeres de Los Ángeles se reúnan, salgan de excursión y aúllen a la luna. Se reúne mensualmente y se calcula que cuenta con casi 3.500 miembros. Una reunión celebrada en enero de 2016 en Griffith Park atrajo a casi 1.000 mujeres. Se lo describió de la siguiente manera:
Gran cantidad de mujeres... estaban allí en grupo: madres e hijas, amigas, colegas. Algunas llegaron solas y entablaron conversación con otras mujeres o caminaron en solitario.

## En la cultura popular
En la cultura popular, una cofradía es un grupo o reunión de brujas que realizan hechizos en conjunto. Esta imaginería se remonta a los grabados renacentistas que representan brujas y a las tres "hermanas fatídicas" de Macbeth (1606), de Shakespeare.
Las reuniones orgiásticas de brujas aparecen en el poema de Robert Burns "Tam o' Shanter" (1791) y en Fausto (1832), de Goethe.
Entre las películas que muestran cofradías de brujas se incluyen El bebé de Rosemary (1968), Crowhaven Farm (1970), Alarido (1977) y su remake de 2018, Las brujas de Eastwick (1987), Four Rooms (1995), Jóvenes brujas (1996), Coven (1997), Inframundo (2003), Inframundo: La Evolución (2006), Pacto infernal (2006), Actividad paranormal 3 (2011), La bruja (2015) y El legado del diablo (2018).
En televisión, las cofradías se han representado en Estados Unidos en series sobrenaturales como Hechiceras, Las brujas de East End, Diarios de vampiros, Los Originales, El círculo secreto, Sangre verdadera, Érase una vez y El mundo oculto de Sabrina. La tercera temporada de American Horror Story se titula Coven, y se centra en las brujas. La serie de animación La Casa Búho (2020-2023) también se centra en las brujas, e interpreta las cofradías como organizaciones obligatorias de brujas con magia especializada.
En novelas de vampiros como Crónicas vampíricas, de Anne Rice, y Crepúsculo, de Stephenie Meyer, las cofradías son familias o grupos inconexos de vampiros que viven juntos.